# Laccophilus complicatus
Laccophilus complicatus är en skalbaggsart som beskrevs av Sharp 1882. Laccophilus complicatus ingår i släktet Laccophilus och familjen dykare. Inga underarter finns listade i Catalogue of Life.